# Eva Wilma
Eva Wilma Riefle Buckup Zarattini (São Paulo, 14 de diciembre de 1933 - São Paulo, 15 de mayo de 2021) fue una actriz y bailarina brasileña. Entre sus varios papeles, protagonizó la serie de televisión brasileña de la década de 1950. 

## Biografía
Eva Wilma nació en São Paulo. Su padre, Otto Riefle Jr, era un metalúrgico alemán de la región de la Selva Negra de Pforzheim, cerca de Stuttgart, en el sur de Alemania. Se fue a Brasil, más precisamente a la ciudad de Río de Janeiro en 1929, a la edad de 19 años, para trabajar en una empresa metalúrgica. La madre de Eva Wilma, Luísa Carp, nació en Buenos Aires, Argentina, era hija de judíos ucranianos de la ciudad de Kiev que emigraron a Argentina. Los padres de Eva se conocieron en la ciudad de São Paulo cuando el padre de Eva fue trasladado a la ciudad, y su madre, luego de vivir en Buenos Aires, se mudó a Brasil.
Estuvo casada durante 23 años con el actor John Herbert, con quien tuvo dos hijos, Vivian y John Jr. Más tarde se casó con el actor Carlos Zara.

## Muerte
Eva Wilma murió a los 87 años en São Paulo, el 15 de mayo de 2021, en el Hospital Albert Einstein, de cáncer de ovario.

## Filmografía
| Año       | Título                                   | Role                                            | notas                                      |
| --------- | ---------------------------------------- | ----------------------------------------------- | ------------------------------------------ |
| 1953      | Una pulga en la balanza                  |                                                 |                                            |
| 1953      | O Homem Dos Papagaios                    |                                                 |                                            |
| 1953      | O Craque                                 | Elisa                                           |                                            |
| 1954      | un sogra                                 |                                                 |                                            |
| 1955      | Chico Viola Não Morreu                   |                                                 |                                            |
| 1958      | O Cantor eo Milionário                   | laura                                           |                                            |
| 1960      | Ciudad Ameadada                          | Terezinha                                       |                                            |
| 1962      | El Quinto Poder                          | laura leal                                      |                                            |
| 1963      | A Ilha                                   |                                                 |                                            |
| 1963      | Asesinato en Río                         | leila                                           |                                            |
| 1965      | São Paulo, Sociedad Anónima              | luciana                                         |                                            |
| 1967      | juego peligroso                          | Lucia                                           | (segmento "Divertimento")                  |
| 1969      | Topacio                                  | Rosita Gómez                                    | sin acreditar                              |
| 1970      | A Arte de Amar Bem                       | inês                                            | (segmento "A Inconfidência de Ser Esposa") |
| 1973-1974 | Mulheres de arena                        | Rut / Raquel                                    | Series de televisión                       |
| 1974      | O Barba Azul                             | Jo Penteado                                     |                                            |
| 1975      | A Viagem                                 | Dinah                                           |                                            |
| 1975      | Cada um Dá o que Tem                     |                                                 | (segmento "Carta de Crédito")              |
| 1978      | O Dereito do Nascer                      | Maria Helena Zamora De Juncal                   |                                            |
| 1978      | Roda de Fogo                             | Giovanna                                        |                                            |
| 1980      | Asa Branca: Um Sonho Brasileño           | Madre de Asa Branca                             |                                            |
| 1980-1981 | Plumas e Paetes                          | Rebeca                                          |                                            |
| 1981      | Ronda de Piedra                          | Laura Prado                                     |                                            |
| 1982      | Elas por Elas                            | Marcia Lopes Pereira                            |                                            |
| 1983      | O Menino Arco-Íris                       |                                                 |                                            |
| 1983      | Guerra dos sexos                         | Beth                                            |                                            |
| 1985-1986 | De Quina pra Lua                         | Angelina Jesus Batista                          |                                            |
| 1986-1987 | Rueda De Fuego                           | Maura Garcez                                    |                                            |
| 1987-1988 | Sassaricando                             | Penelope                                        |                                            |
| 1989      | Que Rei Sou Eu?                          | Marquesa D'Anjou                                |                                            |
| 1990      | Mico Preto                               | Nene                                            |                                            |
| 1992      | Pedra sobre Pedra                        | Hilda Pontes                                    | Series de televisión                       |
| 1992      | Anos Rebeldes                            | Joana                                           | Miniserie                                  |
| 1993      | Voce Decide                              | Iara                                            | Serie                                      |
| 1993      | O Mapa da Mina                           | Tatiana Torres de Almeida                       |                                            |
| 1994      | A Madona de Cedro                        | Maria                                           | Miniserie                                  |
| 1994      | Vidas Cruzadas                           | Teresa Pelligrini                               |                                            |
| 1995      | Historia de Amor                         | Zuleika Viana Sampaio                           | Series de televisión                       |
| 1996-1997 | El rey del ganado                        | Marietta Berdinazzi                             |                                            |
| 1997      | La indomible                             | María Altiva Pedreira de Mendonça y Albuquerque | 203 episodios                              |
| 1997      | Mulher                                   | Dr. Marta Correia Lopes                         | Serie                                      |
| 2001      | Os Normais                               | Silvana                                         | Serie                                      |
| 2002      | Os Quintos dos Infernos                  | Maria I                                         | Miniserie                                  |
| 2002      | Terra Speranza                           | Rosa                                            | Series de televisión                       |
| 2004-2005 | Começar de Novo                          | Lucrecia Borges                                 | 159 episodios                              |
| 2006      | Veias e Vinhos - Uma História Brasileira |                                                 |                                            |
| 2006      | JK                                       | Luisinha Negrão                                 |                                            |
| 2006-2007 | Páginas de la vida                       | Jueza Laura torgano                             |                                            |
| 2007      | El signo de la ciudad                    | Adelia                                          |                                            |
| 2007-2008 | Deseo Proibido                           | Candida                                         | 120 episodios                              |
| 2010      | A Guerra dos Vizinhos                    | Adelia                                          |                                            |
| 2011-2012 | Fina Estampa                             | María Iris Siqueira De Maciel                   | Series de televisión                       |
| 2015      | Verdades Secretas                        | Fábia                                           | 48 episodios                               |
| 2018      | O tempo não para                         | Petra Vaisánen                                  | 22 episodios, (aparición final)            |